# Galegeae
Galegeae ist eine Tribus in der Unterfamilie der Schmetterlingsblütler (Faboideae) innerhalb der Familie der Hülsenfrüchtler (Fabaceae). Die 22 bis 24 Gattungen mit insgesamt 2900 bis 3200 Arten sind fast weltweit verbreitet.

## Beschreibung

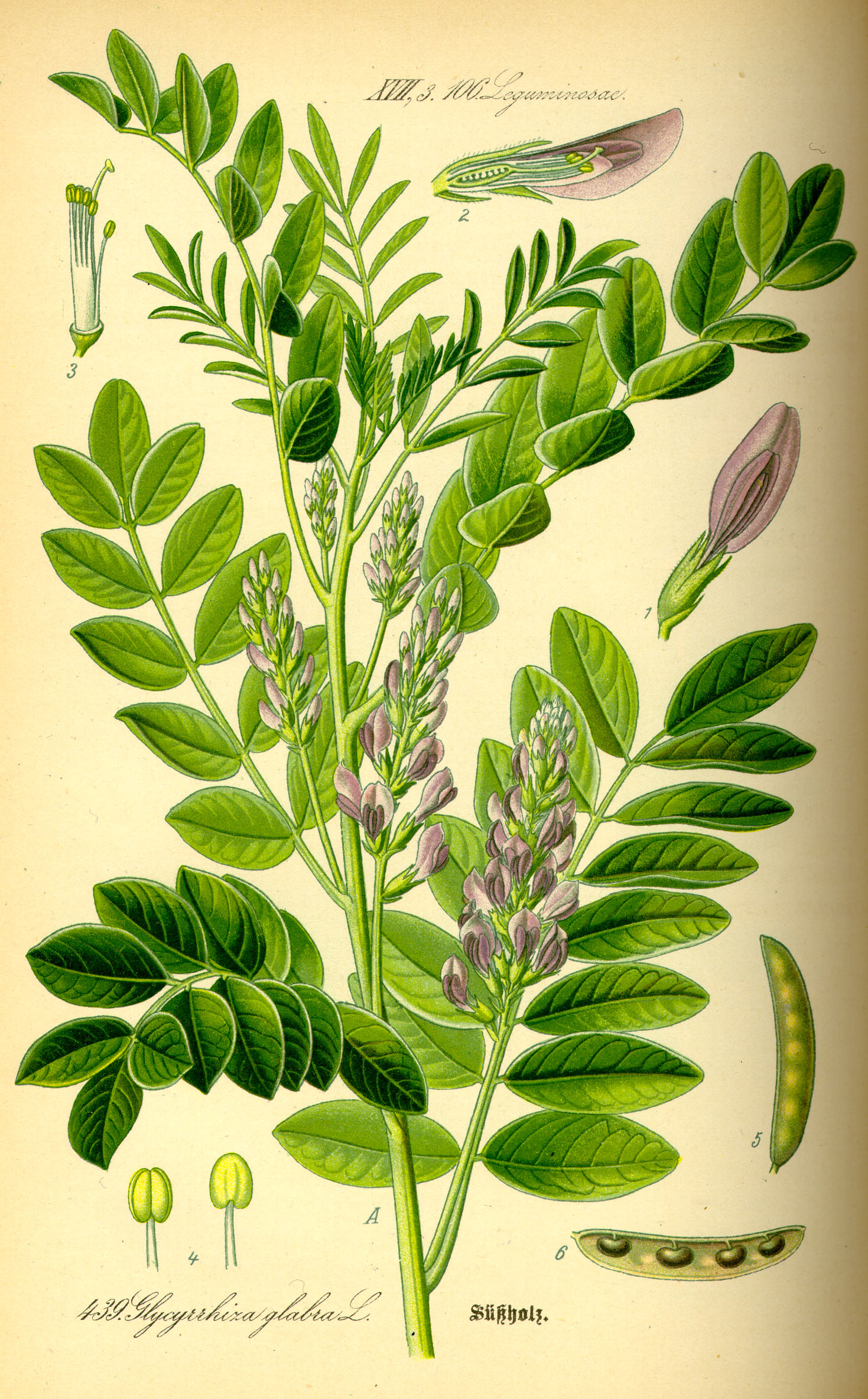
Illustration von Süßholz (Glycyrrhiza glabra)

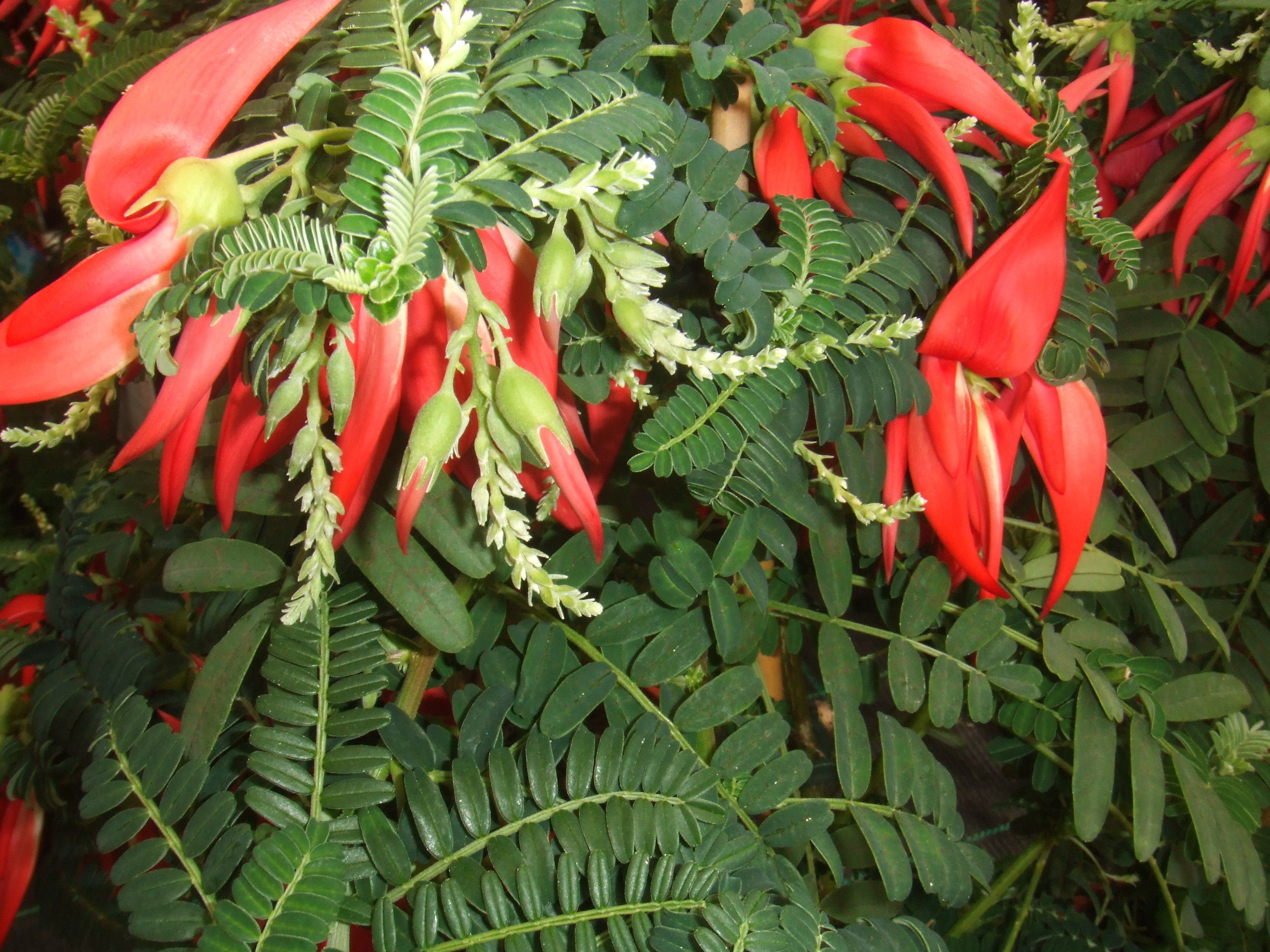
Blütenstände und gefiederte Laubblätter des Papageienschnabel (Clianthus puniceus)

### Vegetative Merkmale
Es sind meist ausdauernde, manchmal einjährige, krautige Pflanzen oder Sträucher. Es sind meist einfache oder T-förmige Haare (Trichome) und manchmal Drüsen oder drüsige Punkte vorhanden.
Die meist wechselständig angeordneten Laubblätter sind paarig oder meist unpaarig gefiedert; bei Alhagi sind sie einfach, selten sie reduziert und schuppenförmig. Die unterschiedlich geformten Nebenblätter sind oft untereinander verwachsen.

### Generative Merkmale
Es werden traubige Blütenstände gebildet. Die zwittrigen Blüten sind zygomorph sind fünfzählig mit einem doppelten Perianth. Die fünf Kelchblätter sind glockenförmig bis röhrig verwachsen. Die oberen zwei Kelchzähne sind oft kleiner. Die Blütenkrone hat den typischen Aufbau der Schmetterlingsblütler. Meist sind neun der zehn Staubblätter untereinander verwachsen. Es ist ein oberständiges Fruchtblatt vorhanden. Es sind viele bis wenig Samenanlagen vorhanden. Der Griffel ist fast glatt, nur innen im unteren Bereich ist er bärtig.
Es werden aufgeblasene, angeschwollene oder stiftförmige Hülsenfrüchte gebildet, die meist bei Reife geschlossen bleiben. Sie enthalten manchmal nur einen, meist zwei oder mehrere Samen.

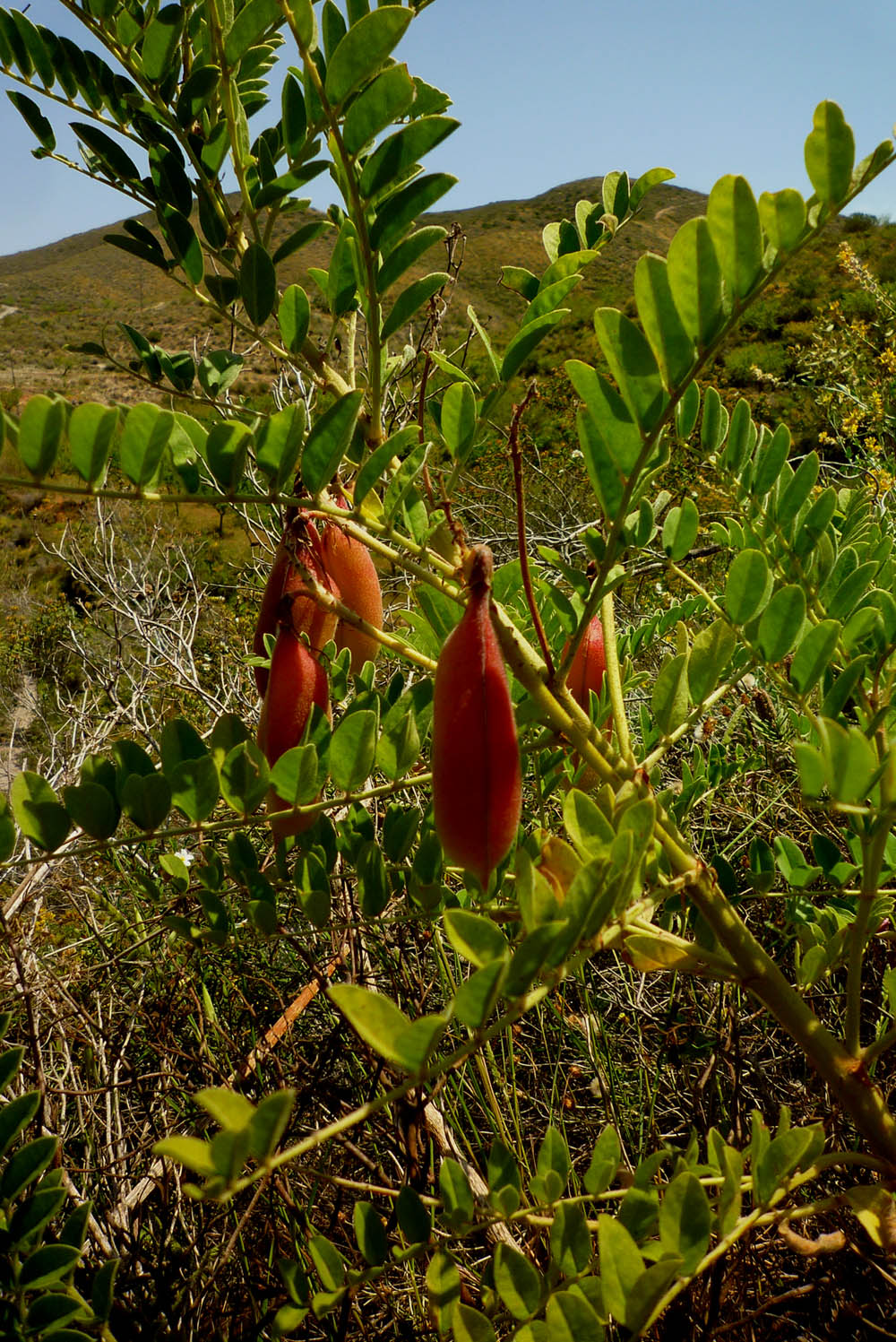
Gefiederte Laubblätter und Früchte von Erophaca baetica

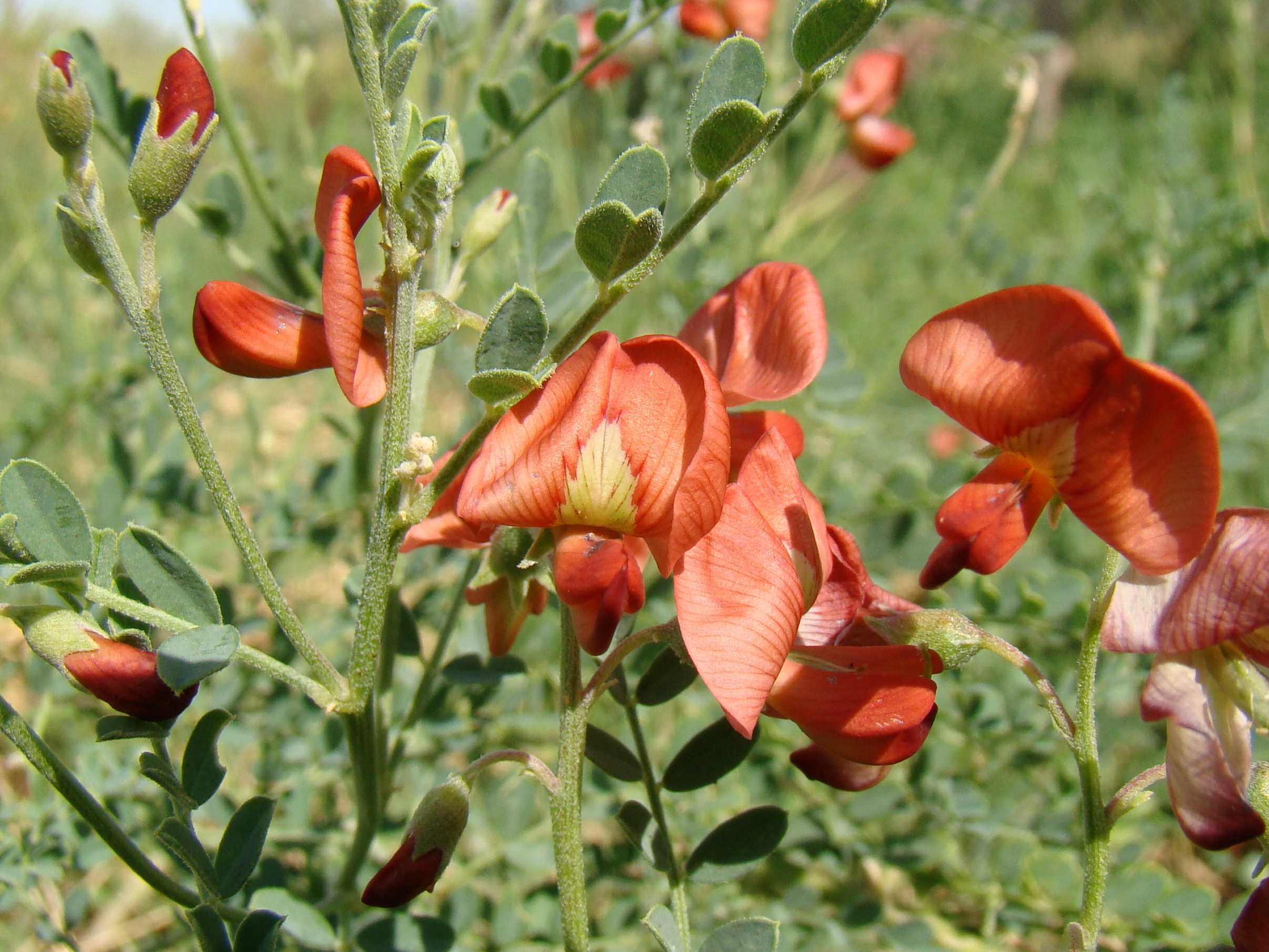
Zygomorphe Blüten von Sphaerophysa salsula

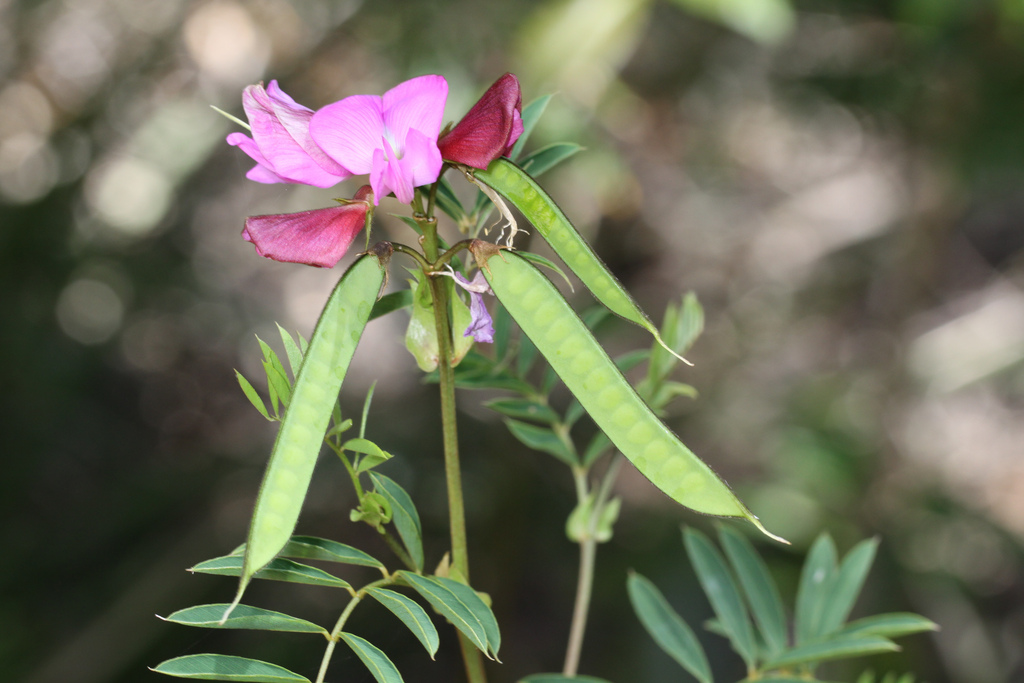
Zygomorphe Blüten und junge Hülsenfrüchte von Swainsona galegifolia

## Systematik
Die Tribus Galegeae wurde 1827 durch H. G. Bronn in Barthélemy Charles Joseph Dumortier: Florula belgica, opera majoris prodromus, auctore ... 101 aufgestellt.
Die Tribus Galegeae gehört zur Unterfamilie Faboideae innerhalb der Familie Fabaceae. Der Umfang der Tribus und Gattungen innerhalb der Unterfamilie Faboideae wird kontrovers diskutiert. Aus der früher umfangreichen Tribus Galegeae wurden viele Gattungen in andere Tribus ausgegliedert. Eine neue Tribus Caraganeae enthält einige bisher hier eingeordnete Gattungen.
Die Tribus Galegeae wird gegliedert in drei Subtribus mit etwa 22 bis 24 Gattungen und insgesamt 2900 bis 3200 Arten:
- Subtribus Astragalinae: Sie enthält etwa 20 Gattungen:
  - Tragant (Astragalus L.): Es ist eine sehr große Gattung mit etwa 2500 Arten in der Alten Welt und etwa 500 Arten in der Neuen Welt.
  - Biserrula L.: Sie enthält nur eine Art. (Sie wird von manchen Autoren auch zur Gattung Astragalus gerechnet):
    - Biserrula pelecinus L. (Syn.: Astragalus pelecinus (L.) Barneby): Sie ist im Mittelmeerraum beheimatet und ist in manchen Gebieten (beispielsweise Australien) eine invasive Pflanze.

  - Carmichaelia R.Br.: Die 20 bis 30 Arten kommen fast alle nur auf Neuseeland vor; nur Carmichaelia exsul ist ein Endemit der Lord-Howe-Insel.
  - Clianthus Sol. ex Lindl.: Sie enthält nur zwei Strauch-Arten in Neuseeland:[7]
    - Clianthus maximus Colenso: Er wird als „vulnerable“ = „gefährdet“ bewertet.
    - Papageienschnabel (Clianthus puniceus Sol.): Er kommt ursprünglich nur auf der Nordinsel Neuseelands vor und ist in einigen Gebieten ein Neophyt. Er wird als „critically endangered“ = „vom Aussterben bedroht“ bewertet.

  - Blasensträucher (Colutea L.): Es gibt etwa 28 Arten.
  - Eremosparton Fisch. & C.A.Mey.: Die etwa drei Arten sind in Zentralasien weitverbreitet.
  - Erophaca Boiss.: Sie enthält nur eine Art:
    - Erophaca baetica (L.) Boiss. (Syn.: Astragalus lusitanicus Lam.): Sie ist im Mittelmeerraum in zwei Unterarten verbreitet.[8]

  - Gueldenstaedtia Fisch.: Die etwa zwölf Arten sind von Sibirien bis zur Sino-Himalaya-Region verbreitet.
  - Ballonerbsen (Lessertia DC.): Die 50 bis 75 Arten sind hauptsächlich in Afrika verbreitet.
  - Oreophysa (Bunge ex Boiss.) Bornm.: Sie enthält nur eine Art:
    - Oreophysa microphylla (Jaub. & Spach) Browicz: Sie kommt nur im Iran vor.

  - Spitzkiele (Oxytropis DC.): Die etwa 300 Arten sind in Eurasien und Nordamerika weitverbreitet.
  - Phyllolobium Fisch. ex Spreng.: Von den etwa 22 kommen 21 in China vor, 17 davon nur dort; nur wenige Arten kommen auch in anderen Ländern des Himalayas und eine in Tadschikistan vor.
  - Podlechiella Maassoumi & Kaz.Osaloo: Sie enthält nur eine Art:
    - Podlechiella vogelii (Webb) Maassoumi & Kaz.Osaloo (Syn.: Astragalus prolixus Sieber ex Bunge, Astragalus vogelii (Webb) Bornm., Phaca vogelii Webb): Sie wurde 2003 aus der Gattung Astragalus ausgegliedert, dies ist aber nicht allgemein anerkannt. Sie kommt auf den Kapverdischen Inseln, im südlichen Algerien, südlichen Libyen, Tschad, Äthiopien, Sudan, Mali, Mauretanien, Niger, Saudi-Arabien, auf der Sinai-Halbinsel, südlichen Iran, in indischen Punjab sowie  südlichen und zentralen Pakistan vor.

  - Smirnowia Bunge: Sie enthält nur eine Art:
    - Smirnowia turkestana Bunge: Sie kommt in Afghanistan, Iran, Turkmenistan sowie Usbekistan vor.

  - Sphaerophysa DC.: Die nur zwei Arten sind in Asien verbreitet.
  - Spongiocarpella Yakovlev & N.Ulziykh.: Die nur drei Arten sind in Indien, Bhutan, Nepal, Myanmar, China und in der Mongolei verbreitet.
  - Streblorrhiza Endl.: Sie enthielt nur eine Art:
    - Streblorrhiza speciosa Endl.: Dieser Endemit der Phillip-Insel ist ausgestorben.

  - Swainsona Salisb.: Die etwa 70 Arten kommen nur in Australien vor.
  - Tibetia (Ali) H.P.Tsui: Die etwa fünf Arten sind in Indien, Pakistan, Sikkim, Bhutan, Nepal und China verbreitet. In China kommen alle fünf Arten vor, vier davon nur dort.
- Subtribus Galeginae: Sie enthält nur eine Gattung:
  - Galega L.: Die etwa acht Arten kommen in Südeuropa, westlichen Asien und im östlichen tropischen Afrika vor.
- Subtribus Glycyrrhizinae: Sie enthält nur zwei Gattungen:
  - Süßhölzer (Glycyrrhiza L.): Die etwa 20 Arten kommen hauptsächlich in Eurasien, darüber hinaus in Australien, Nord- und Südamerika vor.
  - Glycyrrhizopsis Boiss.: Die nur zwei Arten kommen im südlichen Kleinasien vor.[4]

Nicht mehr in die Tribus Galegeae gehören:
- Die Gattung Erbsensträucher (Caragana Fabr.) mit etwa 100 Arten, die vom gemäßigten Asien bis nach Osteuropa verbreitet sind, wurden in eine neue Tribus Caraganeae verschoben; es ist die einzige Gattung der Subtribus Caraganinae.[1][3][4]
- Die Gattung  Chesneya Lindl. ex Endl. mit etwa 21 Arten, die vom Mittelmeerraum über Zentral- bis Westasien verbreitet sind, gehört zur Tribus Caraganeae.

## Inhaltsstoffe
Die Inhaltsstoffe vieler Arten wurden untersucht.